# John Masefield
John Masefield (Herefordshire, 1 de junho de 1878 – Abingdon-on-Thames, 12 de maio de 1967) foi um poeta Inglês e escritor, e poeta laureado de 1930 até 1967. Entre seus mais conhecidos obras são os romances infantis The Midnight Folk e The Box of Delights, e os poemas The Everlasting Mercy e "Sea-Fever".

## Biografia

### Juventude
Masefield nasceu em Ledbury em Herefordshire, filho de George Masefield, um advogado, e sua esposa Caroline. Sua mãe morreu ao dar à luz sua irmã quando Masefield tinha seis anos e ele foi morar com sua tia. Seu pai morreu logo depois, após um colapso mental. Depois de uma educação infeliz na King's School em Warwick (agora conhecida como Warwick School), onde foi interno entre 1888 e 1891, ele partiu para embarcar no HMS Conway, tanto para treinar para uma vida no mar como para quebrar seu vício de leitura. Ele passou vários anos a bordo deste navio e descobriu que poderia gastar muito de seu tempo lendo e escrevendo. Estava a bordo do Conway que o amor de Masefield por contar histórias cresceu. Enquanto estava no navio, ele ouviu as histórias contadas sobre o folclore marítimo, continuou a ler e decidiu que ele próprio se tornaria um escritor e contador de histórias. Masefield faz um relato da vida a bordo do Conway em seu livro New Chum.
Em 1894, Masefield embarcou no Gilcruix, com destino ao Chile. Esta primeira viagem trouxe-lhe a experiência do enjoo do mar, mas o registo das suas vivências enquanto navegava em condições meteorológicas extremas mostra o seu encanto em ver peixes-voadores, botos e pássaros. Ele ficou impressionado com a beleza da natureza, incluindo uma rara visão de um arco-íris noturno, nesta viagem. Ao chegar ao Chile, ele sofreu uma insolação e foi hospitalizado. Ele finalmente voltou para casa na Inglaterra como passageiro a bordo de um navio a vapor.
Em 1895, Masefield voltou ao mar em um windjammer (veleiro com casco de ferro) com destino à cidade de Nova York. No entanto, o desejo de se tornar um escritor e a desesperança de uma vida de marinheiro o dominaram, e em Nova York ele abandonou o navio e viajou pelo interior. Por vários meses, ele viveu como um vagabundo, vagando entre empregos ocasionais, antes de retornar a Nova York e encontrar trabalho como assistente de barman. Por volta do Natal de 1895, ele leu a edição de dezembro de Truth, um periódico de Nova York, que continha o poema "The Piper of Arll", de Duncan Campbell Scott. Dez anos depois, Masefield escreveu a Scott para lhe dizer o que a leitura daquele poema significou para ele:

Eu nunca tinha me importado muito (até aquela época) com poesia, mas seu poema me impressionou profundamente e me incendiou. Desde então, a poesia tem sido a única influência profunda em minha vida, e ao meu amor pela poesia devo todos os meus amigos e a posição que agora ocupo.
Nos dois anos seguintes, Masefield trabalhou na enorme fábrica de tapetes Alexander Smith em Yonkers, Nova York, onde se esperavam muitas horas de trabalho e as condições estavam longe das ideais. Ele comprava até 20 livros por semana e devorava literatura moderna e clássica. Seus interesses na época eram diversos e suas leituras incluíam obras de George du Maurier, Dumas, Thomas Browne, Hazlitt, Dickens, Kipling, e R. L. Stevenson. Chaucer também se tornou muito importante para ele nessa época, assim como Keats e Shelley. Masefield voltou para casa na Inglaterra em 1897 como passageiro a bordo de um navio a vapor.
Quando Masefield tinha 23 anos, ele conheceu sua futura esposa, Constance de la Cherois Crommelin (6 de fevereiro de 1867 - 18 de fevereiro de 1960, Rockport, Condado de Antrim, Northern Ireland), que tinha 35 anos e era descendente de huguenotes e eles se casaram em 23 de junho de 1903 com St. Mary, Bryanston Square. Educada em clássicos e literatura inglesa e professora de matemática, Constance era uma boa opção para ele, apesar da diferença de idade. O casal teve dois filhos, Judith, nascida Isabel Judith, 28 de abril de 1904, Londres morreu em 1988, e Lewis, nascido em 1910, Londres morreu em 1942.
Em 1902, Masefield foi encarregado da seção de belas artes da Exposição de Artes e Industriais em Wolverhampton. Nessa época, seus poemas estavam sendo publicados em periódicos e sua primeira coleção de versos, Salt-Water Ballads, foi publicada naquele ano. Incluía o poema "Sea-Fever". Masefield escreveu dois romances, Captain Margaret (1908) e Multitude and Solitude (1909). Em 1911, após um longo período sem escrever poemas, compôs The Everlasting Mercy, o primeiro de seus poemas narrativos, e no ano seguinte produziu mais dois, "The Widow in the Bye Street" e "Dauber". Como resultado, tornou-se amplamente conhecido do público e elogiado pela crítica. Em 1912, ele recebeu o Prêmio Edmond de Polignac anual.

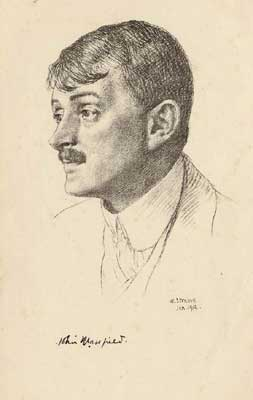
1912

### Da Primeira Guerra Mundial à nomeação como Poeta Laureate
Quando a Primeira Guerra Mundial começou em 1914, Masefield tinha idade suficiente para ser dispensado do serviço militar, mas ele se juntou à equipe de um hospital britânico para soldados franceses, o Hôpital Temporaire d'Arc-en-Barrois em Haute-Marne, servindo brevemente em 1915 como ordenança do hospital. Mais tarde, ele publicou um relato de suas experiências. Mais ou menos nessa época, Masefield mudou seu retiro no campo de Buckinghamshire para Lollingdon Farm em Cholsey, Berkshire, um cenário que inspirou uma série de poemas e sonetos sob o título Lollingdon Downs, e que sua família usou até 1917.
Depois de voltar para casa, Masefield foi convidado aos Estados Unidos para uma turnê de palestras de três meses. Embora seu objetivo principal fosse dar palestras sobre literatura inglesa, ele também pretendia coletar informações sobre o humor e as opiniões dos americanos em relação à guerra na Europa. Quando voltou à Inglaterra, apresentou um relatório ao Ministério das Relações Exteriores britânico e sugeriu que lhe fosse permitido escrever um livro sobre o fracasso do esforço aliado em Dardanelos, que poderia ser usado nos Estados Unidos para conter a propaganda alemã naquele país. O trabalho resultante, Gallipoli, foi um sucesso. Masefield então encontrou o chefe da Inteligência Militar Britânica na França e foi convidado a escrever um relato da Batalha de Somme. Embora Masefield tivesse grandes ideias para seu livro, ele não teve acesso aos registros oficiais e o que pretendia ser o prefácio foi publicado como The Old Front Line, uma descrição da geografia da área de Somme.
Em 1918, Masefield voltou ao EUA em sua segunda turnê de palestras, passando muito de seu tempo falando e dando palestras para soldados americanos que esperavam para serem enviados para a Europa. Essas palestras foram muito bem-sucedidas. Em uma ocasião, um batalhão de soldados negros dançou e cantou para ele após sua palestra. Durante essa turnê, ele amadureceu como um orador público e percebeu sua capacidade de tocar as emoções de seu público com seu estilo de falar, aprendendo a falar publicamente com seu próprio coração, em vez de discursos secos de roteiro. Perto do final de sua visita, as universidades de Yale and Harvard conferiram a ele títulos de doutorado honorário.
Masefield entrou na década de 1920 como um escritor talentoso e respeitado. Sua família conseguiu se estabelecer em Boar's Hill, um ambiente um tanto rural não muito longe de Oxford, onde Masefield se dedicou à apicultura, criação de cabras e criação de aves. Ele continuou a ter sucesso: a primeira edição de seus Collected Poems (1923) vendeu cerca de 80 000 cópias. Um poema narrativo, Reynard The Fox (1920), foi criticamente comparado com obras de Geoffrey Chaucer, não necessariamente para crédito de Masefield. Seguiram-se Right Royal e King Cole, poemas em que a relação entre a humanidade e a natureza é enfatizada.
Depois de King Cole, Masefield se afastou de longos poemas e voltou aos romances. Entre 1924 e 1939, ele publicou 12 romances, que variam de histórias do mar (The Bird of Dawning, Victorious Troy) a romances sociais sobre a Inglaterra moderna The Hawbucks, The Square Peg) e de contos de uma terra imaginária na América Central (Sard Harker, Odtaa) às fantasias para crianças (The Midnight Folk, The Box of Delights) Nesse mesmo período, ele escreveu um grande número de peças dramáticas. A maioria deles era baseada em temas cristãos, e Masefield, para seu espanto, encontrou a proibição da apresentação de peças sobre assuntos bíblicos que remontavam à Reforma e foram revividas uma geração antes para impedir a produção de Salomé de Oscar Wilde. No entanto, um acordo foi alcançado e em 1928 sua "Vinda de Cristo" foi a primeira peça apresentada em uma catedral inglesa desde a Idade Média.

### Encorajando a fala de versos
Em 1921, Masefield deu a Palestra Shakespeare da British Academy e recebeu um doutorado honorário em literatura pela Universidade de Oxford. Em 1923, ele organizou Oxford Recitations, um concurso anual cujo objetivo era "descobrir bons oradores de versos e encorajar 'a bela fala da poesia'." Dado o número de candidatos ao concurso, a promoção do evento do discurso natural em recitações poéticas e o número de pessoas aprendendo a ouvir poesia, Oxford Recitations foi geralmente considerado um sucesso. Masefield foi também membro fundador, em 1924, da The Scottish Association for the Speaking of Verse (Associação Escocesa para Falar de Versos). Posteriormente, ele questionou se os eventos de Oxford deveriam continuar como um concurso, considerando que seria melhor que fossem realizados como um festival. Porém, em 1929, após romper com o elemento competitivo, o Oxford Recitations chegou ao fim. A Associação Escocesa para Falar de Versos, por outro lado, continuou a se desenvolver por meio da influência de figuras associadas como Marion Angus e Hugh MacDiarmid e existe hoje como Associação de Poesia da Escócia.

### Anos posteriores e morte
Em 1930, com a morte de Robert Bridges, um novo Poeta Laureado era necessário. Por recomendação do primeiro-ministro, Ramsay MacDonald, King George V nomeou Masefield, que permaneceu no cargo até sua morte em 1967. A única pessoa a ocupar o cargo por um período mais longo foi Alfred, Lord Tennyson. Em sua nomeação, The Times escreveu sobre ele: "sua poesia poderia tocar com beleza a linguagem simples da vida cotidiana". Masefield levou sua nomeação a sério e produziu uma grande quantidade de poemas para ocasiões reais, que foram enviados ao The Times para publicação. A modéstia de Masefield foi demonstrada por sua inclusão de um envelope selado e endereçado a si mesmo em cada apresentação, para que o poema pudesse ser devolvido se fosse considerado inaceitável. Mais tarde, ele foi contratado para escrever um poema para ser musicado pelo Mestre da Música do Rei, Sir Edward Elgar, e realizado na inauguração do Memorial da Rainha Alexandra pelo Rei em 8 de junho de 1932. Esta foi a ode "Tantos verdadeiras princesas que se foram".
Após sua nomeação, Masefield recebeu a Ordem do Mérito do Rei George V e muitos títulos honorários de universidades britânicas. Em 1937 foi eleito presidente da Sociedade de Autores. Masefield encorajou o desenvolvimento contínuo da literatura e da poesia inglesas e começou a entrega anual das medalhas reais de poesia para uma primeira ou segunda edição publicada de poemas de um poeta com menos de 35 anos. Além disso, seus compromissos de palestrar o afastaram ainda mais, frequentemente em turnês muito mais longas, ainda assim ele produziu uma quantidade significativa de trabalho em uma ampla variedade de gêneros. Para aqueles que já havia usado, ele agora acrescentou autobiografia, produzindo New Chum, In the Mill e So Long to Learn.
No final de 1966, Masefield desenvolveu gangrena no tornozelo. Isso se espalhou para sua perna e ele morreu de infecção em 12 de maio de 1967. De acordo com seus desejos declarados, ele foi cremado e suas cinzas colocadas no Poet's Corner na Abadia de Westminster. No entanto, o seguinte versículo de Masefield foi descoberto mais tarde, dirigido a seus "Herdeiros, Administradores e Atribuídos":

Que nenhum rito religioso seja feito ou lido

Em qualquer lugar para mim quando eu estiver morto,

Mas queime meu corpo em cinzas, e espalhe

As cinzas em segredo em água corrente,

Ou no vento, e não deixe ninguém ver;

E então, graças a Deus, isso é um fim para mim.

O Masefield Center em Warwick School, que Masefield frequentou, e John Masefield High School em Ledbury, Herefordshire, foram nomeados em sua homenagem. Em 1977, a Folkways Records lançou um álbum de leituras de alguns de seus poemas, incluindo alguns lidos pelo próprio Masefield.

## Trabalhos selecionados (em inglês)

### Coleções de poemas
- Salt-Water Ballads (1902)[13][14]
- Ballads (1903)
- Ballads and Poems (1910)

The Everlasting Mercy (1911)
- The Widow in the Bye Street (1912)
- Dauber: A Poem (1912)
- The Story of a Round-House and Other Poems (1912)
- The Daffodil Fields (1913)
- Philip the King and Other Poems (1914)
- Salt-Water Poems and Ballads (1916)

Sonnets (1916)
- Sonnets and Poems (1916)
- Lollingdon Downs and Other Poems with Sonnets (1917)
- Rosas (1918)

A Poem [Rosas] and Two Plays (1919)
- Reynard the Fox: or the Ghost Heath Run (1919)

Animula [Limited to 250 copies] (1920)
- Enslaved and Other Poems (1920)

Right Royal (1920)
- King Cole (1921)
- Selected Poems (1922)
- The Dream [Illustrations by Judith Masefield, Limited Edition] (1922)
- King Cole and Other Poems (1923)
- The Collected Poems of John Masefield (1923)
- Poems (1925)

Sonnets of Good Cheer to The Lena Ashwell Players (1926)
- Midsummer Night and Other Tales in Verse (1928)

South and East [Illustrated by Jacynth Parsons, Limited to 2,750] (1929)
Minnie Maylow's Story and Other Tales and Scenes (1931)
A Tale of Troy (1932)
- A Letter from Pontus and Other Verse (1936)
- The Country Scene (With Pictures by Edward Seago) (1937)

Tribute to Ballet (With Pictures by Edward Seago) (1938)
- Some Verses to Some Germans [10 Page Pamphlet] (1939)

Gautama the Enlightened and Other Verse (1941)
Natalie Maisie and Pavilastukay (1942)
Land Workers [11 page Pamphlet] (1942)
A Generation Risen [Illustrations by Edward Seago] (1943)
Wonderings (Between One and Six Years) (1943)
The Bullying of the Badger (1949)
On the Hill (1949)
The Story of Ossian [Long-playing record only] (1959)
- The Bluebells and Other Verses (1961)
- Old Raiger and Other Verses (1964)
- In Glad Thanksgiving (1966)

### Ficção em prosa
- A Mainsail Haul (1905)
- A Tarpaulin Muster (short stories) (1907)
- Captain Margaret (1908)
- Multitude and Solitude (1909)
- Martin Hyde: The Duke's Messenger (1909)
- Lost Endeavour (Nelson, 1910).
- A Book of Discoveries (children's novel) (1910)
- The Street of Today (1911)
- Jim Davis (Wells Gardner, 1911).
- Sard Harker (Heinemann, 1924)
- ODTAA  (1926)
- The Midnight Folk (children's novel) (1927)
- The Hawbucks (1929)
- The Bird of Dawning (Heinemann, 1933).
- The Taking of the Gry (1934)
- The Box of Delights: or When the Wolves Were Running (children's novel) (1935)
- Victorious Troy: or The Harrying Angel (1935)
- Eggs and Baker (1936)
- The Square Peg: or The Gun Fella (1937)
- Dead Ned (1938)
- Live and Kicking Ned (1939)
- Basilissa: A Tale of the Empress Theodora (1940)
- Conquer: A Tale of the Nika Rebellion in Byzantium (1941)
- Badon Parchments (1947)

### Teatro
- The Campden Wonder (1907)
- The Tragedy of Pompey the Great (1910)
- Philip the King (1914)[15]
- Good Friday: A Play in Verse (1916)
- The Tragedy of Nan (Originally known as Nan)

A King's Daughter: A Tragedy in Verse (1923)
The Trial of Jesus (1925)
- The Witch (1926) (trans. from the Norwegian play Anne Pedersdotter by Hans Wiers-Jenssen)
- Tristan and Isolt: A Play in Verse (1927)
- The Coming of Christ (1928)[16]

Easter: A Play for Singers (1929)

### Não ficção e autobiográfico
- Sea Life in Nelson's Time (1905)
- Gallipoli (1916)
- The Old Front Line (1917)
- The Battle of the Somme (1919)
- The Wanderer of Liverpool (1930)[17]
- Recent Prose (1924)
- Poetry: a Lecture Given at the Queen's Hall in London on Thursday, October 15, 1931
- The Conway: From Her Foundation to the Present Day (1933)

Some Memories of W. B. Yeats (1940)
- "In the Mill" (1941)
- The Nine Days Wonder (The Operation Dynamo) (1941)
- New Chum (1944)[18]
- So Long to Learn (autobiography) (1952)
- Grace Before Ploughing (autobiography) (Heinemann, 1966)